# Helen Frith

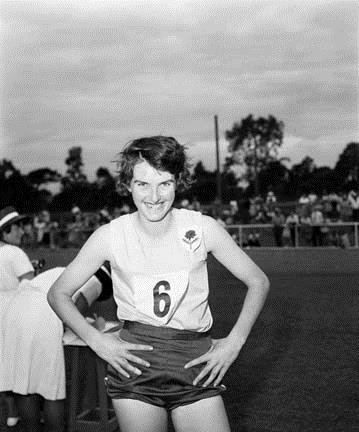
Helen Frith (1964)

Helen Frith (Helen Audrey Ray Frith, verheiratete Searle; * 12. Juli 1939 in Roseville, New South Wales) ist eine ehemalige australische Hochspringerin, Weitspringerin und Fünfkämpferin.
1958 gewann sie bei den British Empire and Commonwealth Games in Cardiff Bronze im Hochsprung.
Bei den Olympischen Spielen 1960 in Rom wurde sie Sechste im Hochsprung und kam im Weitsprung auf den 17. Platz. 1962 holte sie bei den British Empire and Commonwealth Games in Perth sowohl im Hochsprung wie auch im Weitsprung Silber.
Bei den Olympischen Spielen 1964 in Tokio wurde sie Elfte im Fünfkampf und schied im Weitsprung in der Qualifikation aus. 1966 wurde sie bei den British Empire and Commonwealth Games in Kingston Fünfte im Weitsprung.
Fünfmal wurde sie Australische Meisterin im Fünfkampf (1959, 1962, 1964–1966), zweimal im Weitsprung (1964, 1966) und einmal im Hochsprung (1960).

## Persönliche Bestleistungen
- Hochsprung: 1,75 m, 17. Februar 1962, Auckland
- Weitsprung: 6,33 m, 13. Februar 1965, Sydney
- Fünfkampf: 4767 Punkte, 28. Februar 1964, Melbourne